# کوماتسو، ایشیکاوا
کوماتسو در استان ایشیکاوا در کشور ژاپن  واقع شده‌است  که دارای جمعیت ۱۰۹٬۲۸۵ نفر و مساحت ۳۷۱٫۱۳ کیلومتر مربع با تراکم جمعیت ۲۹۴  نفر در کیلومترمربع است و در تاریخ ۱ دسامبر ۱۹۴۰ به عنوان شهر شناخته شد.

## نگارخانه

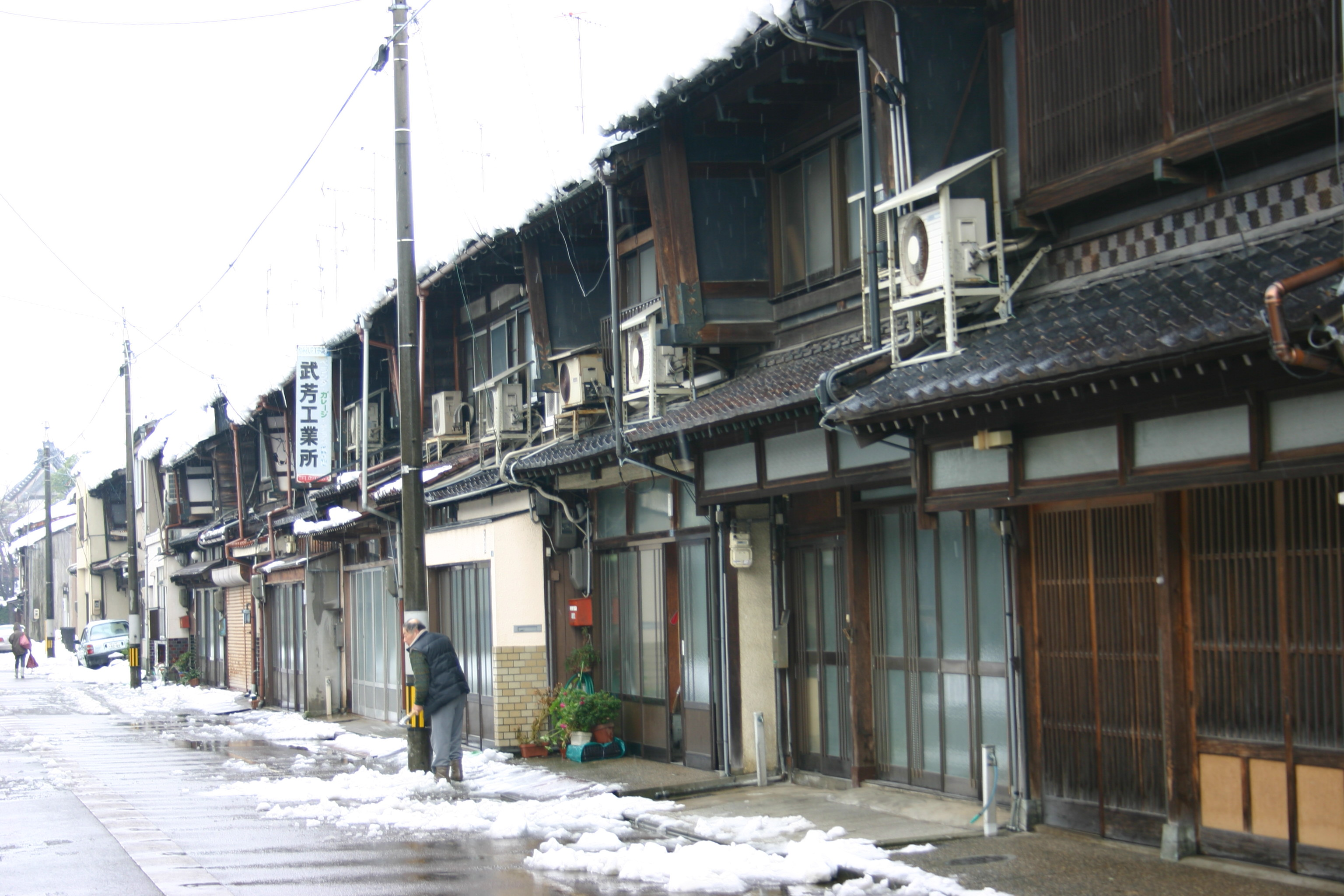
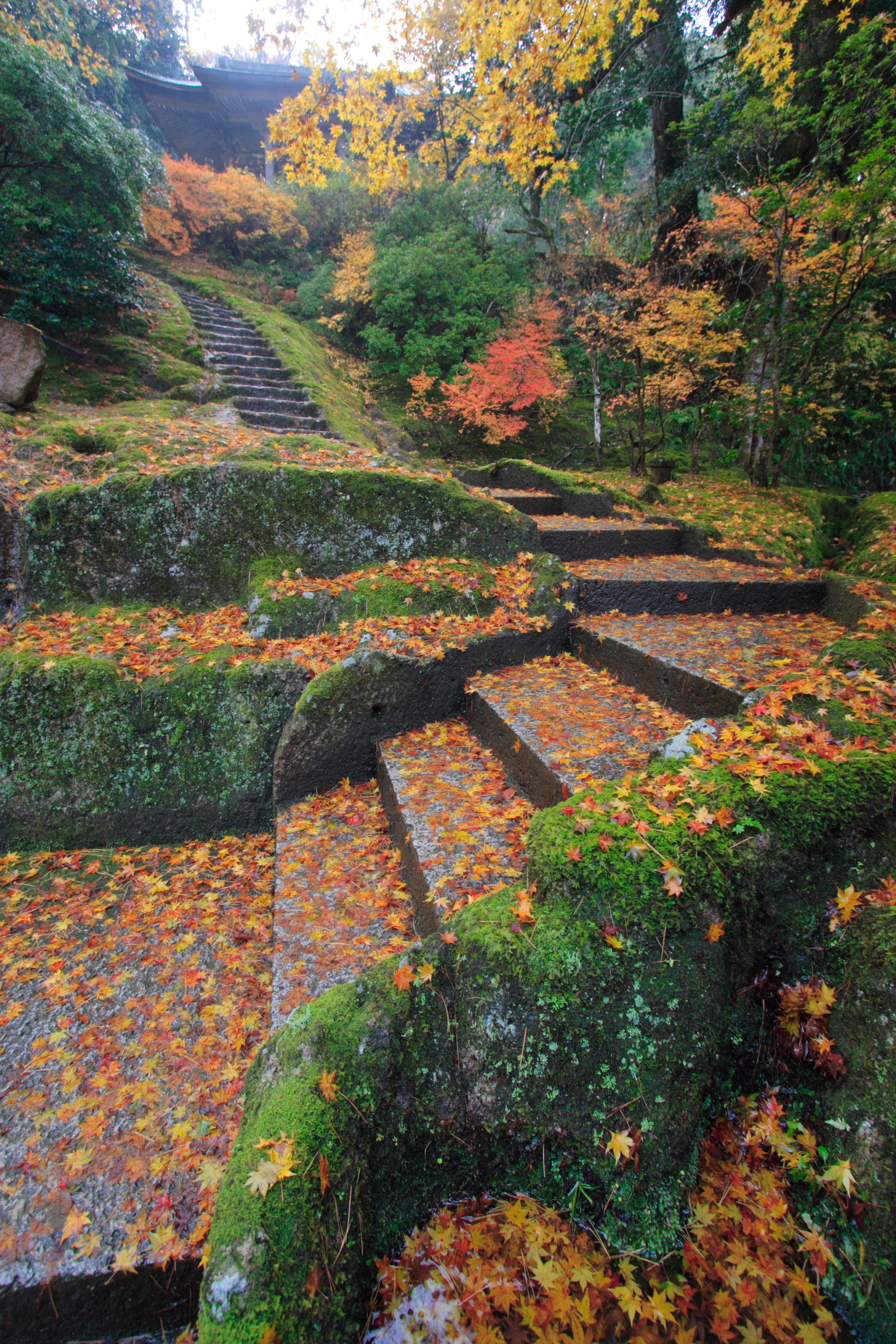
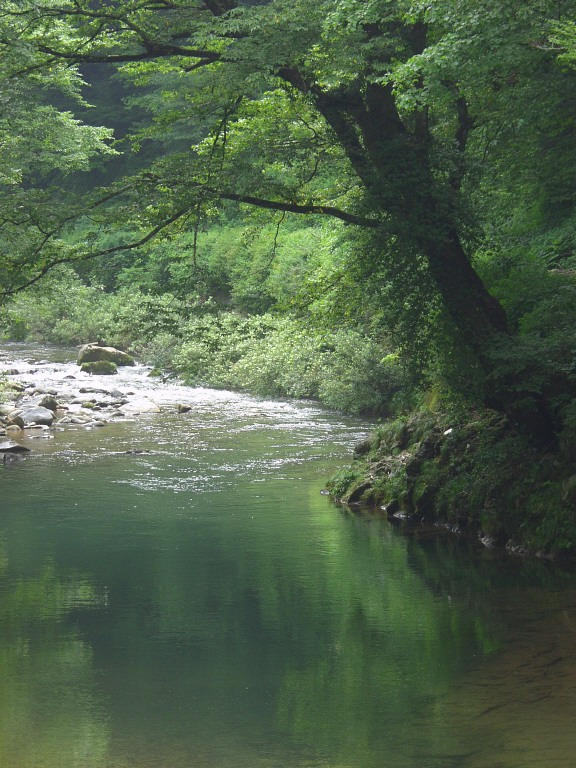
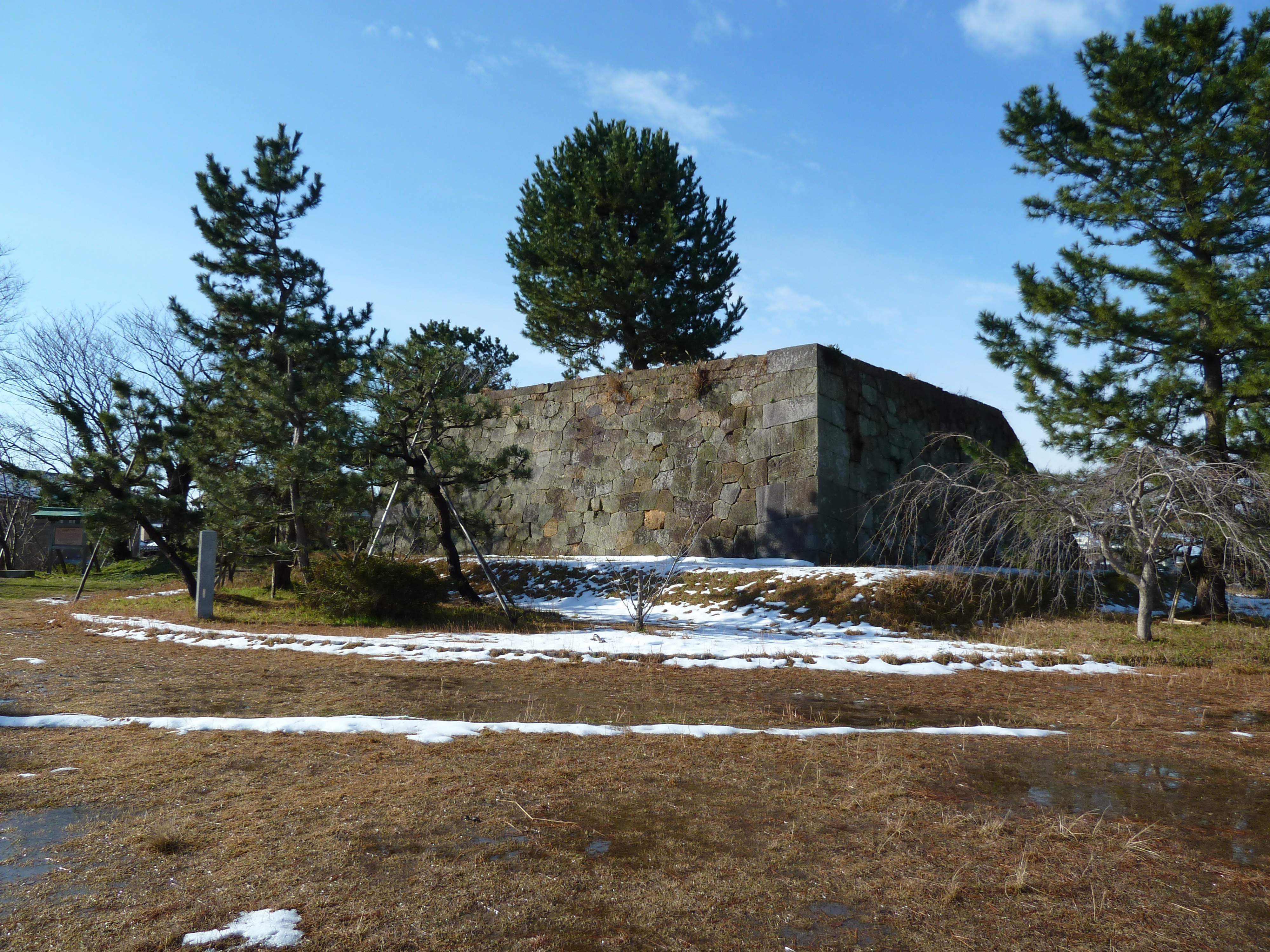
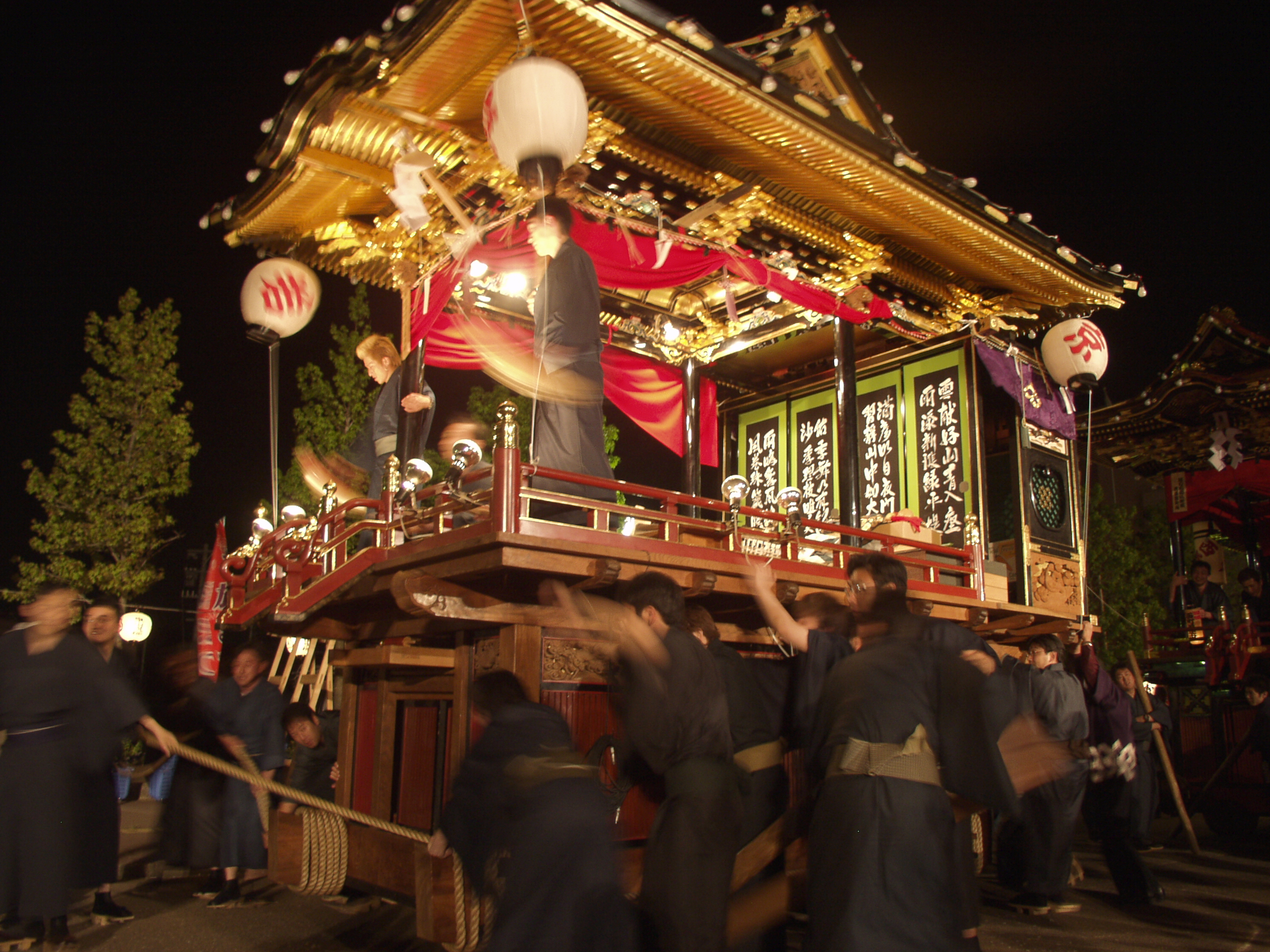
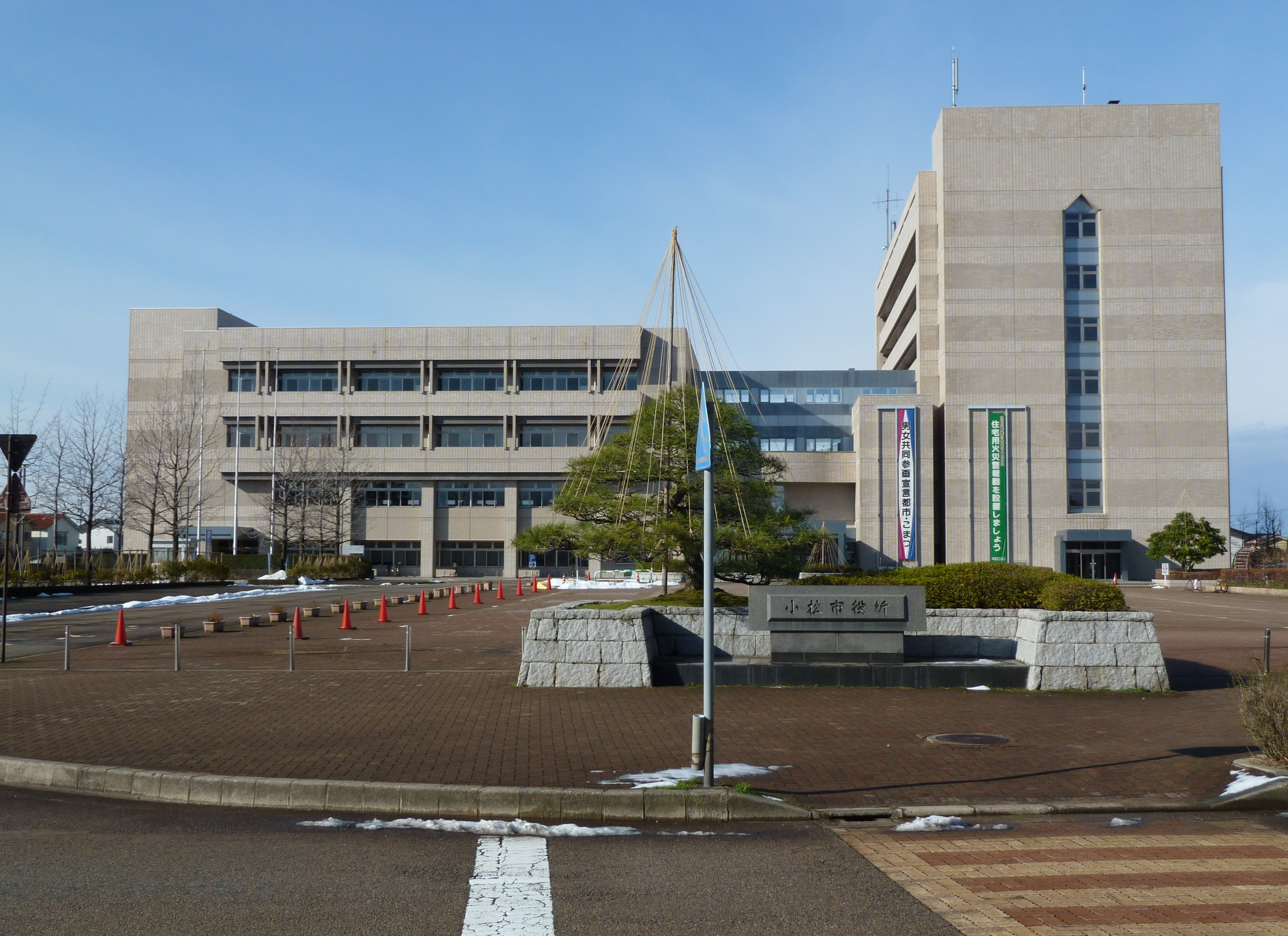